# 大和孔太
大和 孔太（やまと こうた、1994年11月5日 - ）は、日本の俳優である。熊本県出身。

## 略歴
高校卒業後に単身上京し、モデルとして多くの雑誌、カタログ、TV番組、PVに起用される。2015年夏よりYGエンターテインメントに所属と同時に、俳優に転身し、9月に舞台「天国の脚本家 冴嶋コーキ」で主演に抜擢。タイアップ、CM、映画の他、同事務所の所属アーティスト・WINNERのキム・ジヌと共演したショートムービーが日本を越え世界中で話題となった。2016年、『きんぴか』にて初の連続テレビドラマ出演を果たす。 2022年から本格的に「NUMBER ONE」というホストクラブでホストを始める。

## 人物
趣味はジム
特技はキックボクシング
好きな食べ物は生姜焼き

## 出演

### テレビ番組
- 駅前TVサタブラ（2017年4月 - 2018年3月、熊本朝日放送）- レギュラー
- くまパワ＋（2018年4月 、熊本朝日放送）- レギュラー
- 痛快TV スカっとジャパン (フジテレビ)　
  - 第102回 「恋のボール渡し」(2017年8月21日、フジテレビ)

### テレビドラマ
- きんぴか（2016年2月 - 3月、WOWOW）- 清水役
- 桜に願いを（2016年4月25日・26日、フジテレビ、日本・インドネシア合作ドラマ）- 小杉要役
- 死幣ーDEATH CASHー 第2話（2016年7月21日、TBS）- 筒井陽一役
- 忠臣蔵の恋〜四十八人目の忠臣〜（2016年9月、NHK）‐ 中村清右衛門役
- 新ヤメ検の女2（2016年11月26日、テレビ朝日）- 橋口純矢役
- 突然ですが、明日結婚します 第2話（2017年1月30日、フジテレビ）
- 形佐七捕物帳 第10話（2017年2月14日、BS JAPAN）- 篠崎光之助役
- 野武士のグルメ 第4話（2017年3月、Netflix）
- でも、結婚したいっ!〜BL漫画家のこじらせ婚活記〜（2017年4月4日、関西テレビ） - 木村太一役
- CRISIS 公安機動捜査隊特捜班 第3話（2017年4月25日、関西テレビ）- 大畑譲役
- ウツボカズラの夢（2017年8月5日 、東海テレビ・フジテレビ系）- 柿崎役
- ブラックリベンジ 第3話・4話（2017年10月19日・26日、日本テレビ） - 川崎隼也役
- 池波正太郎時代劇 光と影 第6話「断金の友」（2017年12月12日、BS JAPAN）- 千本九郎役
- 人狼ゲーム ロストエデン（2018年1月 、tvk） - 八重樫仁役
- SUITS/スーツ 第1話（2018年10月8日、フジテレビ） - 木次谷真之介 役
- PRINCE OF LEGEND　(2018年10月3日 、日本テレビ)　- 服部悠太 役
- ドラマスペシャル アガサ・クリスティ「予告殺人」(2019年4月14日、テレビ朝日)  - 西島徳太 役

### 配信ドラマ
- 深夜食堂-Tokyo Stories Season2-（2019年10月31日、Netflix）

### 映画
- 脱脱脱脱17 (2016年公開、SPOTTED PRODUCTIONS、松本花奈監督) - 阿部先生役
- 君の笑顔に会いたくて（2017年11月25日公開、植田中監督）- 吉岡テツ役
- 貴族降臨-PRINCE OF LEGEND-（2019年3月21日公開、河合勇人・守屋健太郎監督） - 服部悠太 役[3]

### 短編映画
- どまんなか！（2017年10月10日公開、佐世保映像社、大和孔太監督）- 菊池一馬役

### 舞台
- 天国の脚本家　冴嶋コーキ ～私の脚本で、もう一度人生をやり直してみませんか～（2015年9月3日 - 6日、上野ストアハウス）- 主演・冴嶋コーキ 役
- 第７回ブス会＊「エーデルワイス」

### CM
- 日本ハム「シャウエッセン」（2015年）
- ダイヤモンドシライシ（2016年、行定勲監督）
- アース製薬 「モンダミン」（2017年）
- ニベア花王「エイトフォー ワキ汗EX」（2018年）

### ミュージックビデオ
- White JAM「夏なんて」（2014年）
- BIRTH「Belle Vie -そばにいるから-」（2014年）
- back number 「オールドファッション」 　(2018年)

## 監督作品

### 短編映画
- どまんなか！（2017年10月10日公開、佐世保映像社）